# Anna Wittula
Anna Wittula (* 22. April 1861 in Marburg an der Drau als Anna Unger; † 3. März 1918 in Graz) war eine österreichische Erzählerin und Schriftstellerin.

## Leben
Anna wurde in der untersteirischen Stadt Marburg (heute Maribor in Slowenien) geboren. Sie war das zweite Kind des Südbahninspektors Julius Unger und dessen Ehefrau Anna, geborene Landwehr. Schon bald übersiedelte die Familie nach Wien, wo Anna die Volksschule besuchte. Die berufliche Entsendung des Vaters im Jahre 1877 nach Steinbrück (heute Zidani most in Slowenien), erforderte einen erneuten Umzug. Hier besuchte Anna noch kurzzeitig die einfache Ortsschule, ehe sie bei den Ursulinen in Laibach (heute Ljubljana in Slowenien), in die Konventschule eintrat.
In Laibach verkehrte sie häufig im Hause ihres Großonkels, des Universalgelehrten Professor Karl Grünewald, dessen Tochter Henriette sich schriftstellerisch betätigte und unter dem Pseudonym „Harriet“ Novellen und Dramen verfasste. Offenbar wurde damals bei Anna „etwas angestoßen“, denn sie beschäftigte sich nun nachhaltig mit Literatur. Die Ernennung ihres Vaters zum Sektionsingenieur nach Mürzzuschlag machte einen weiteren Ortswechsel notwendig.

## Schriften
- Die Venus vom Candussihof, Roman aus der Steiermark um 1830 (1921)
- Die Jungfer Nanett vom Goldenen Straußen, Roman aus dem untersteirischen Vormärz (1922)
- Sonnenuntergang, Erzählung aus der obersteirischen Gewerkenzeit (1922)
- Veit Billerbecks Erben, Roman aus der Franzosenzeit in Graz (1924)
- Das Gerberhaus, Familienroman aus der südsteirischen Biedermeierzeit (1926)